# Sehem
Sehem ("livsenergi") var i egyptisk mytologi en gudom som representerade de för skapelsen avgörande krafterna.